# Tjocknäbbad stare
Tjocknäbbad stare (Scissirostrum dubium) är en fågel i familjen starar inom ordningen tättingar.

## Utseende och läte
Tjocknäbbad stare är en askgrå tätting med en mycket tydlig svulen ljus näbb och små röda fläckar på övergumpen. Ungfågeln är brunare, med ljusare näbb och orangefärgad övergump. Fågeln är ljudlig, med regelbundna "chirup", vanligen avgivna i stora grupper.

## Levnadssätt
Tjocknäbbad stare hittas i låglänta områden och lägre bergstrakter. Där föredrar den öppna skogar och skogsbryn. Den ses framför alltid vid höga döda träd där den häckar i kolonier i trädhål. Fågeln är mycket social och ses i flockar med dussintals fåglar, ofta i trädtoppar. 

## Utbredning och systematik
Fågeln förekommer på Sulawesi Bangka, Lembeh, Butung, Togian och Banggaiöarna. Den placeras som enda art i släktet Scissirostrum. 

## Status och hot
Arten har ett stort utbredningsområde, men tros minska i antal, dock inte tillräckligt kraftigt för att den ska betraktas som hotad. Internationella naturvårdsunionen IUCN listar arten som livskraftig (LC).